# مجرات ماركاريان

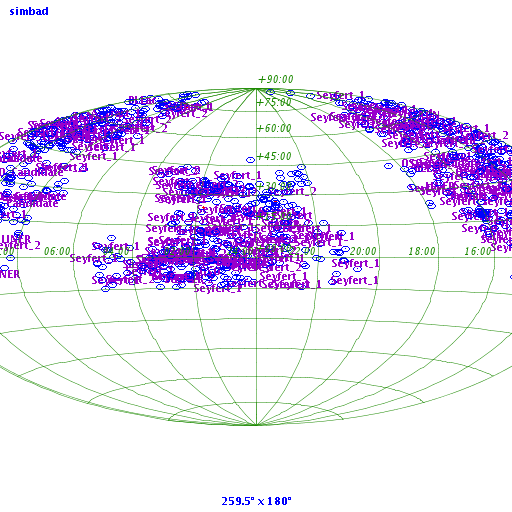
خريطة للسماء تبين مواقع مجرات ماركاريان
النطاق الأبيض يمثل درب التبانة

مجرات ماركاريان  مجرات ماركاريان هي فئة من المجرات التي لها نواة مجرة نشطة مع كميات كبيرة من انبعاثات الأشعة فوق البنفسجية مقارنة مع المجرات الأخرى. أول من لفت الانتباه إلى هذه الأنواع من المجرات الفيزيائي، وعالم الفلك السوفيتي بنيامين ماركاريان ابتداء من عام 1963
تتصف نوى مجرات ماركاريان باللون الأزرق وتصنف في تصنيف النجوم من الفئة A إلى F. ولا تتطابق هذة النواة الزرقاء مع باقي المجرات.تميل خصائص الطيف إلى إظهار سلسلة متصلة من الانبعاثات.و معظم هذه الخطوط الطيفية تشير إلى انبعاث مثيرة للاهتمام بسبب نشاطها وحيوتها.
إدخالات كتالوج ماركاريان النموذجية هي "Markarian ####", «ماركاريان ####»، وكثيرا ما يمكن استخدام الاختصارات MRK، MKR، MKN
ونادرا Ma, Mk, Mark 

## تاريخ
في عام 1964 قرر ماركاريان إجراء بحث عن هذا النوع من المجرات ابتداء أول مسح بيوراكاني في عام 1965 باستخدام مقراب شميدت في مرصد بيوراكان
باستخدام تلسكوب يستخدم مرآة 132 سم ومصحح زيغ كروي 102 سم. وكان الغرض من الدراسة إيجاد المجرات التي تتنتج أشعة فوق البنفسجية بكميات عالية.
نشرت أول قائمة لمسح بيوراكان الأول عام 1986 شملت 1500 مجرة  في عام 1989 نشرت قائمة موسعة يصل عددها إلى 1515 مجرة في عام 2005، تم إجراء مسح بيوراكان الثاني وتم اعتماد تسميات (SBS, SBSSS, BSS, MrkII, Markarian II) ليوسع اجرام ماركاريان الخافتة، وفهرس المسح 3563 جرم منها 1863 مجرة (SBSG) و 1700 نجم (SBSS) و 596 كوازارات

## خصائص فهرس مجرات ماركاريان
يتضمن كتالوج ماركاريان للمجرات على الأسم، والإحداثيات، نوع الطيف، والحجم المرئي وطريقة تشكل المجرة وتسمية مخصصة للنوى المجرية الشبية بالنجوم.

## معرض الصور

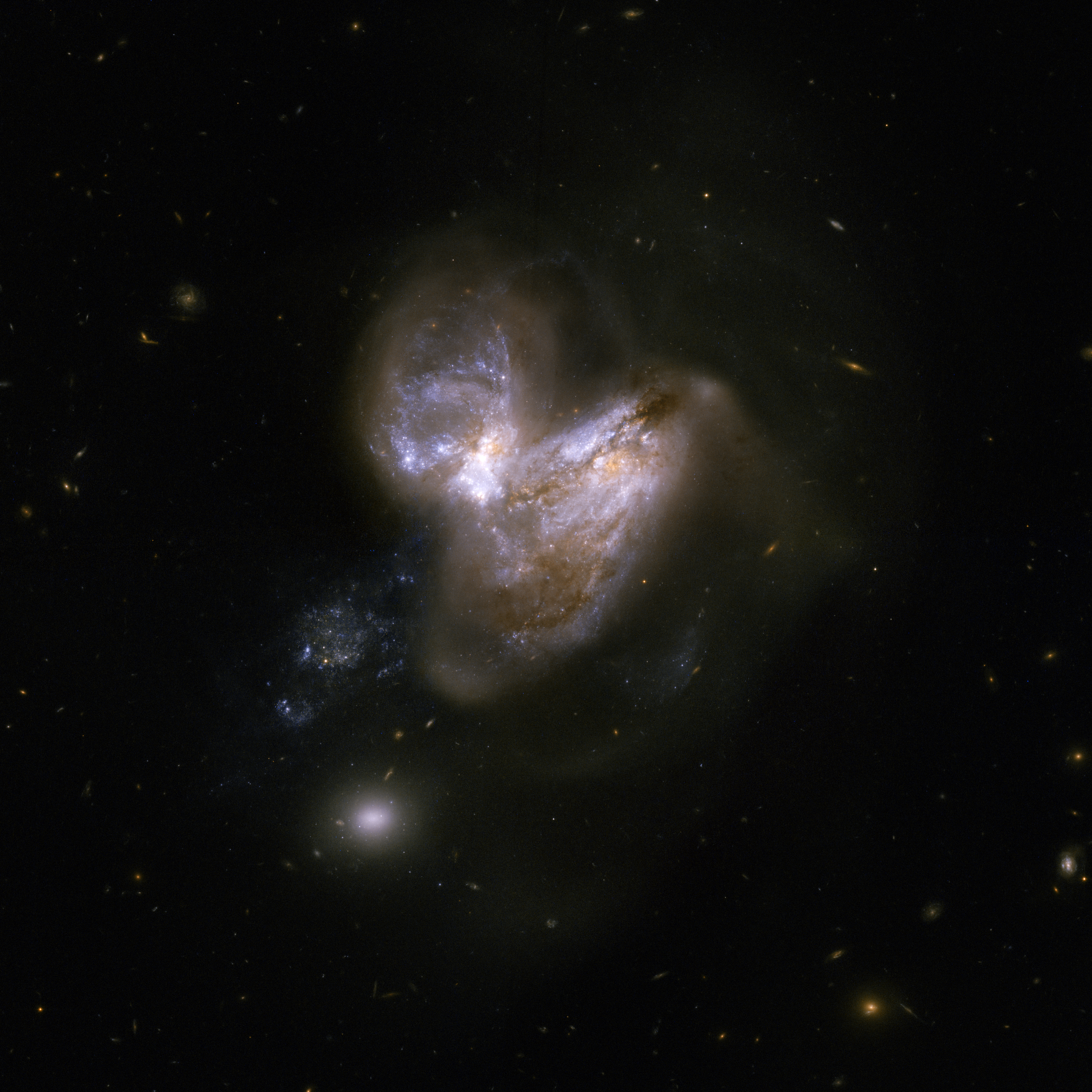
171
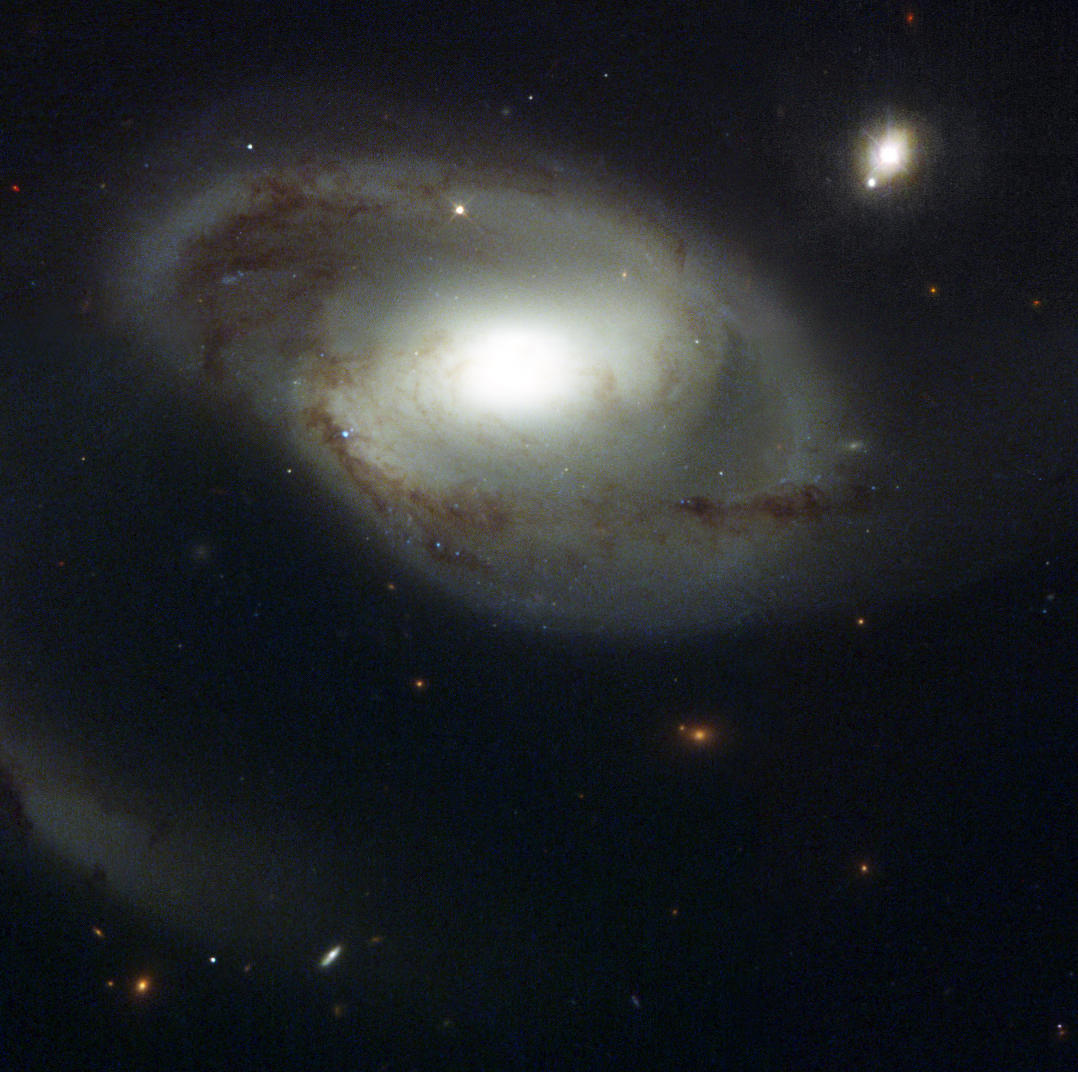
205
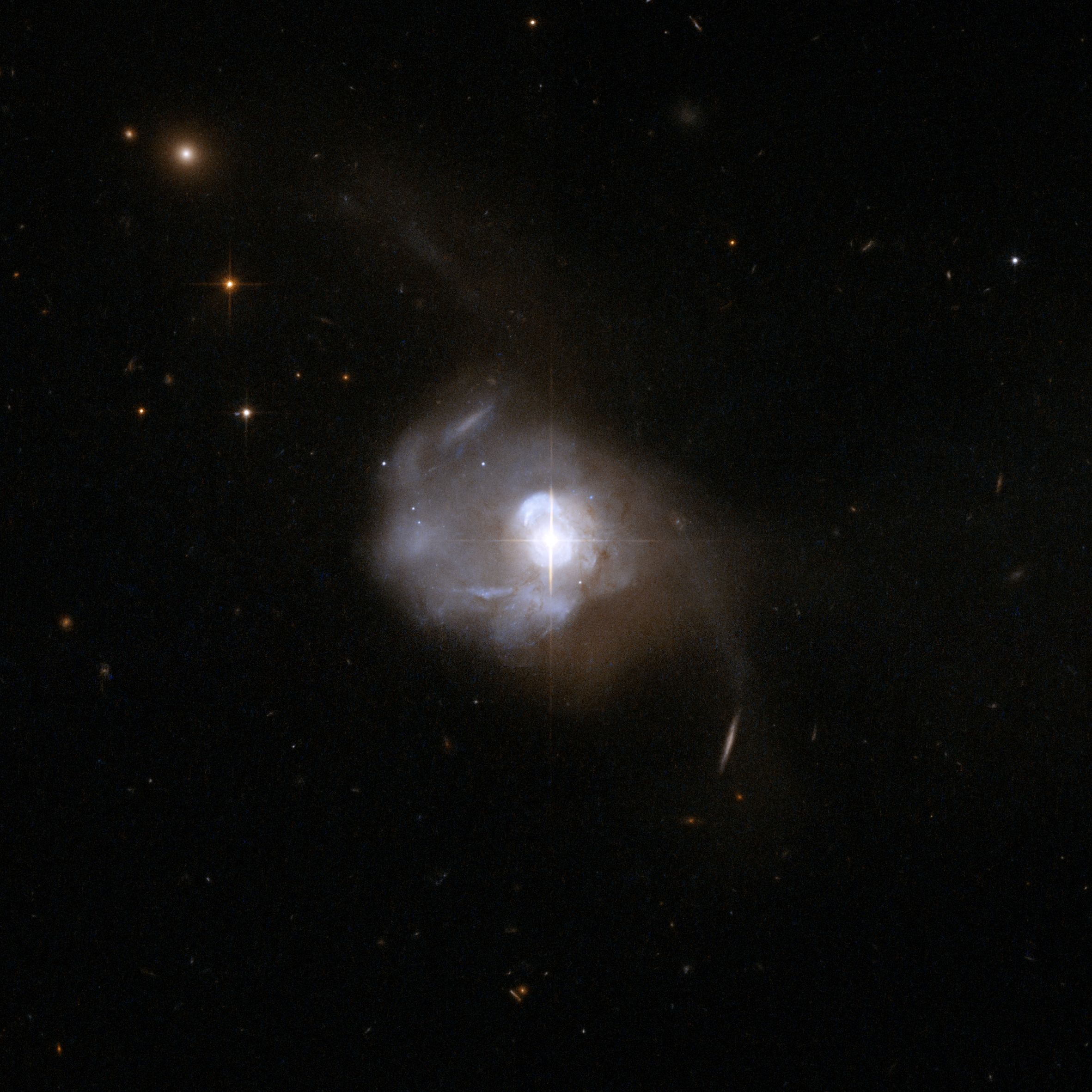
231
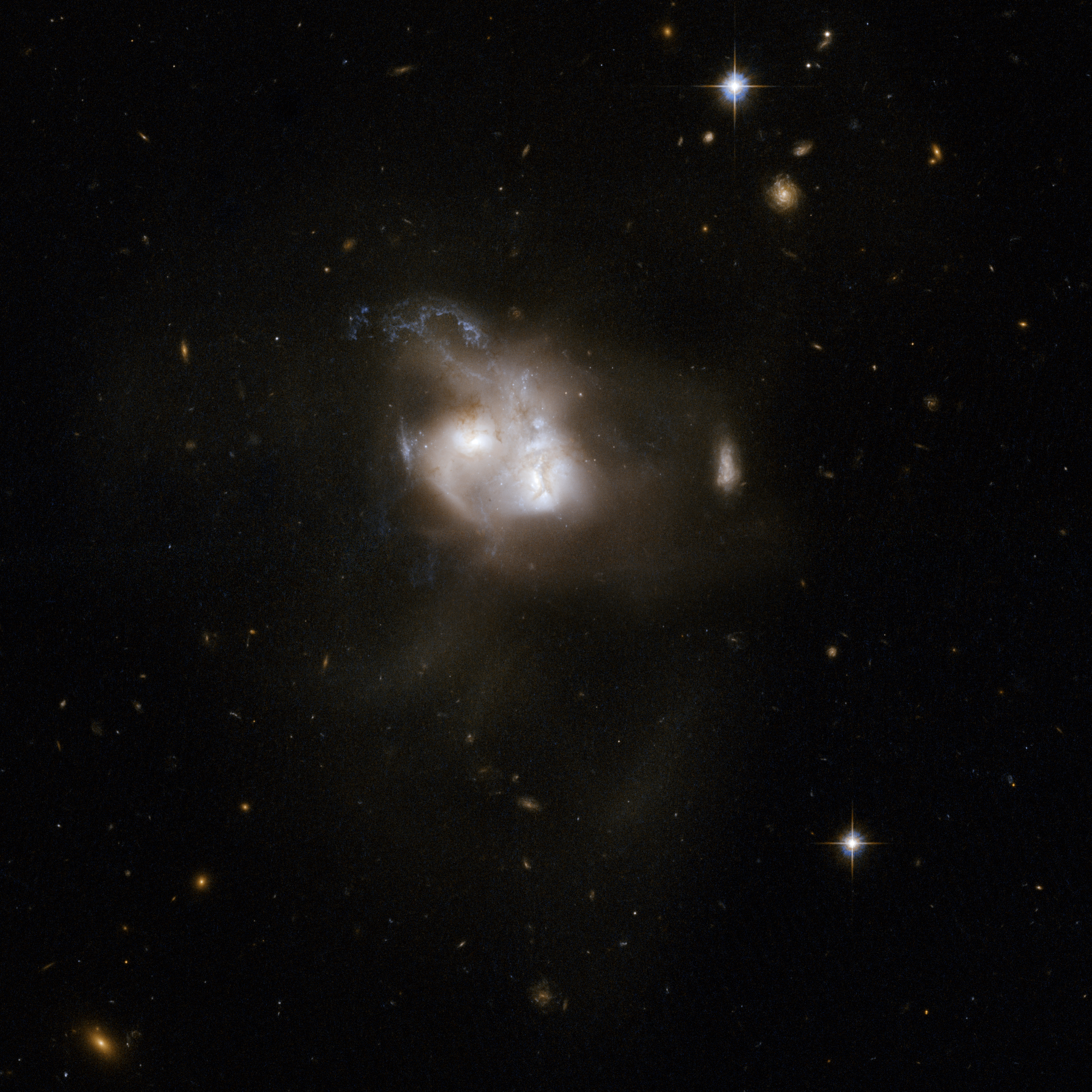
266
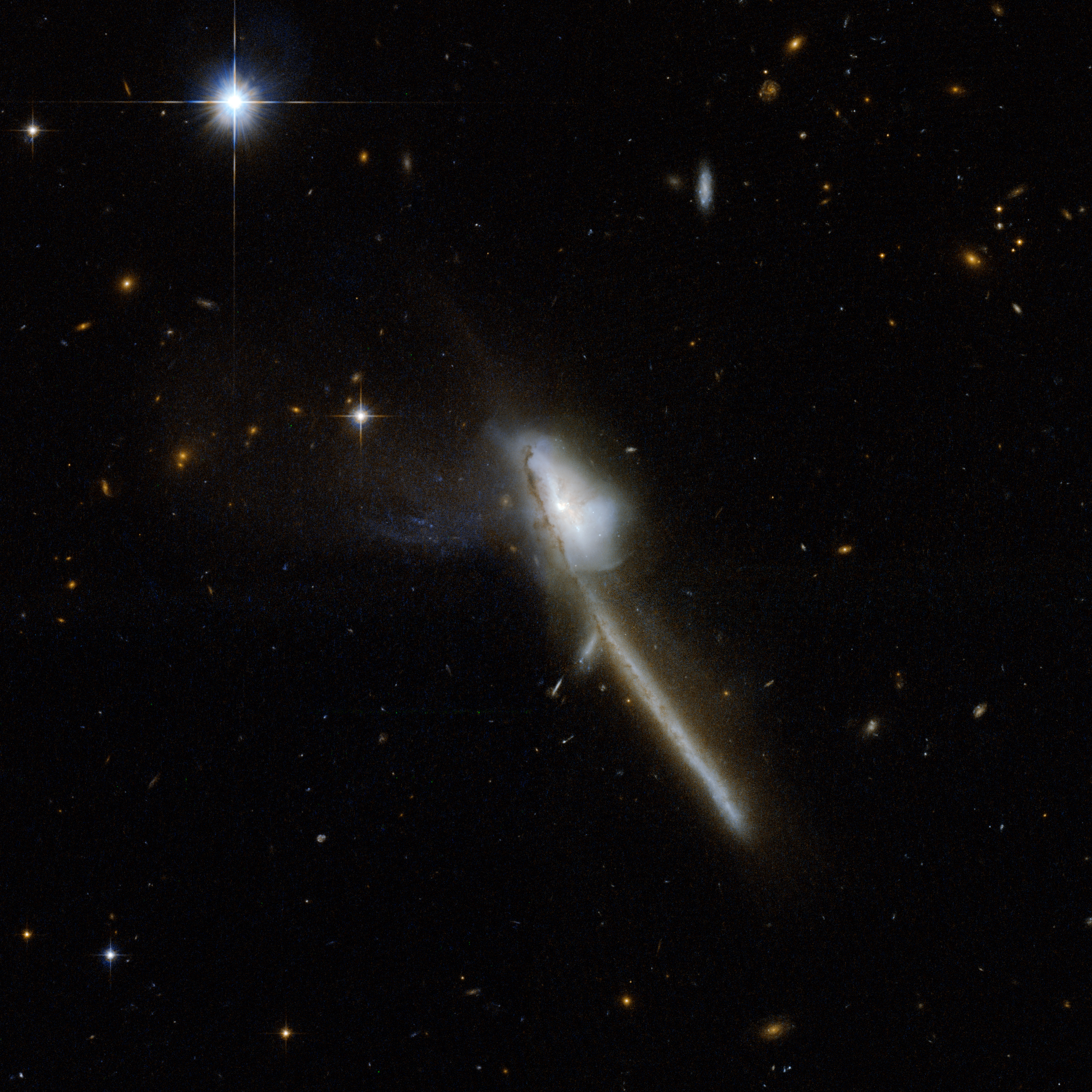
273
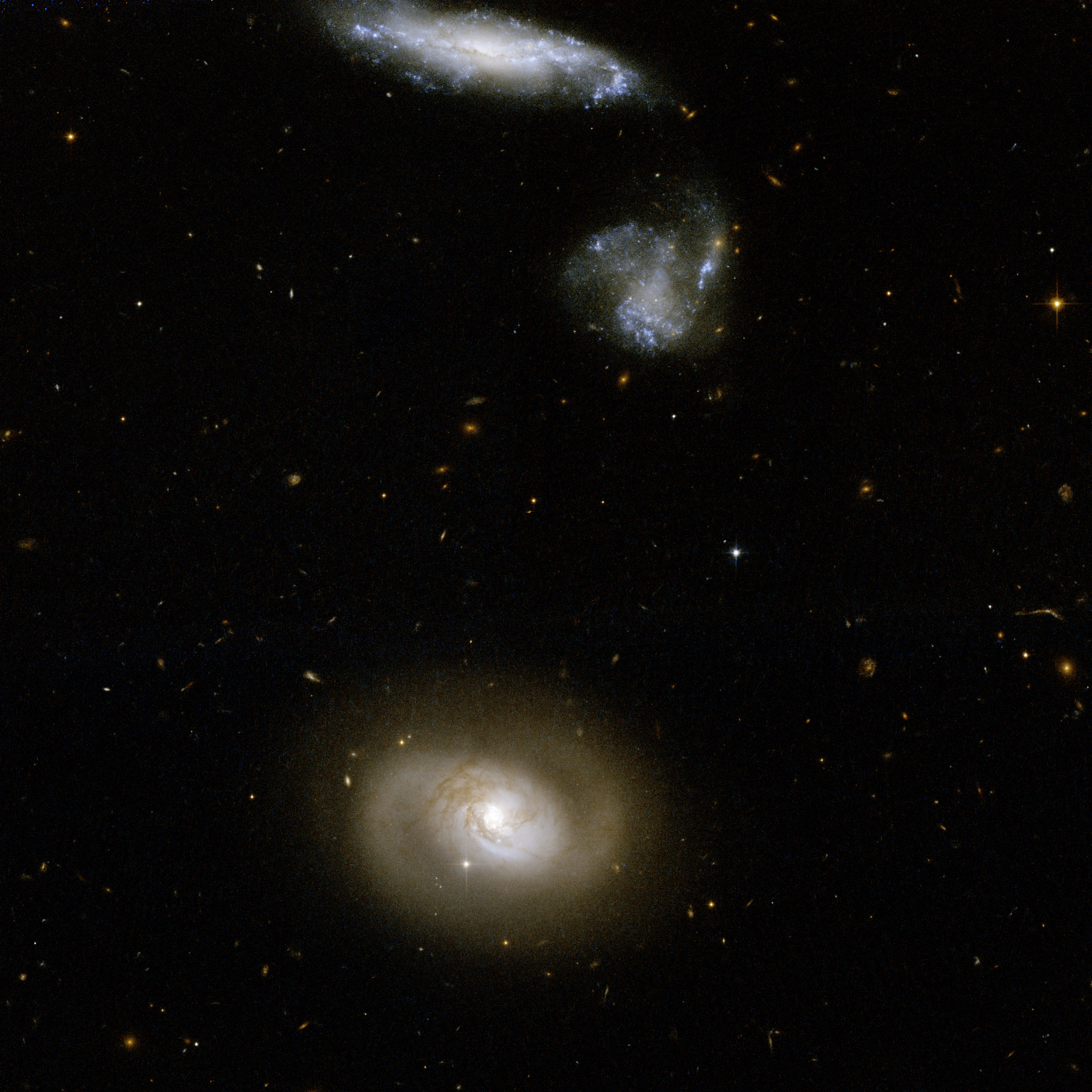
331
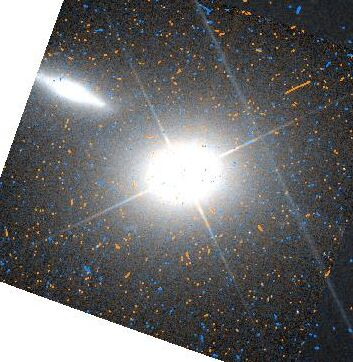
421
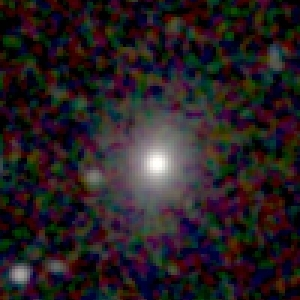
501
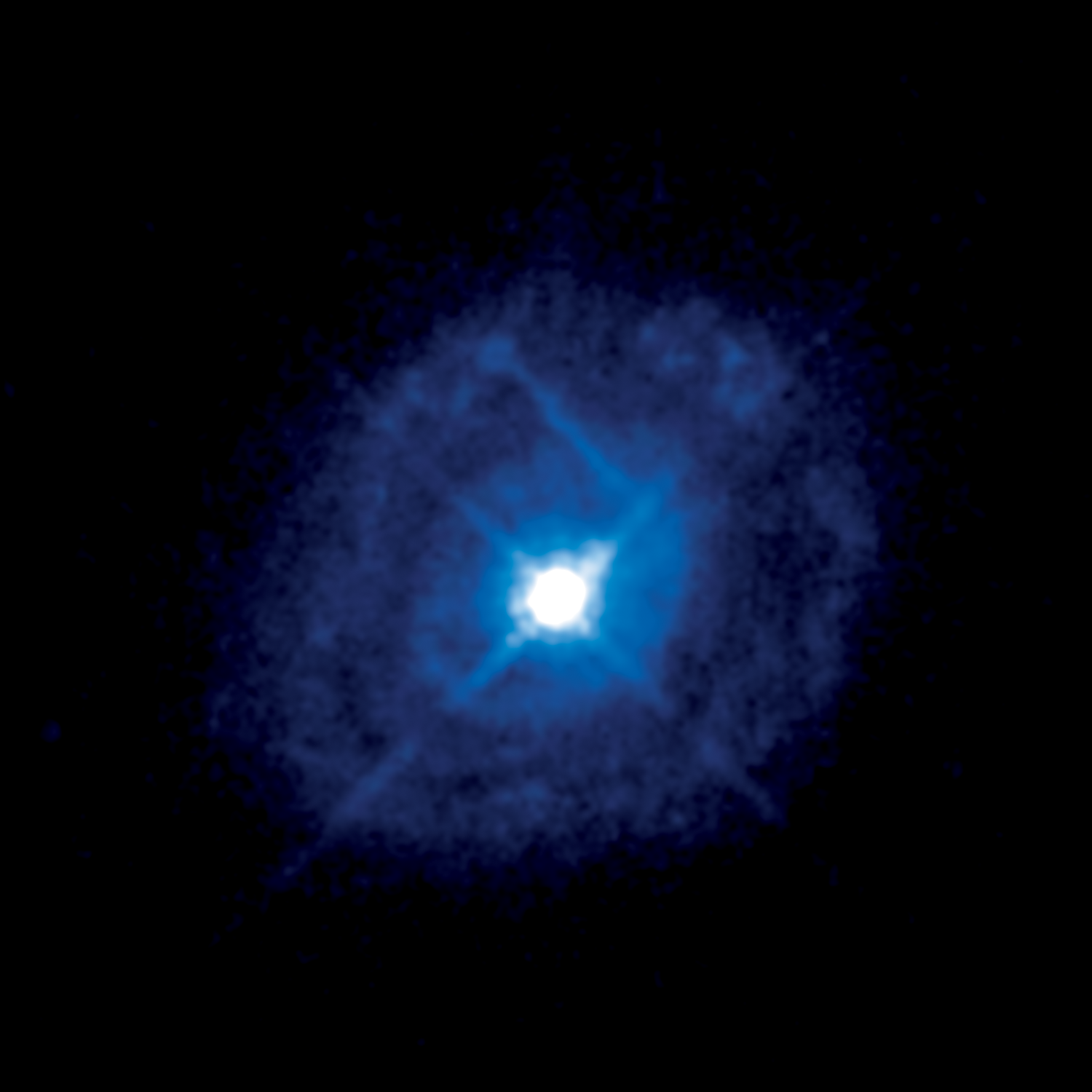
509
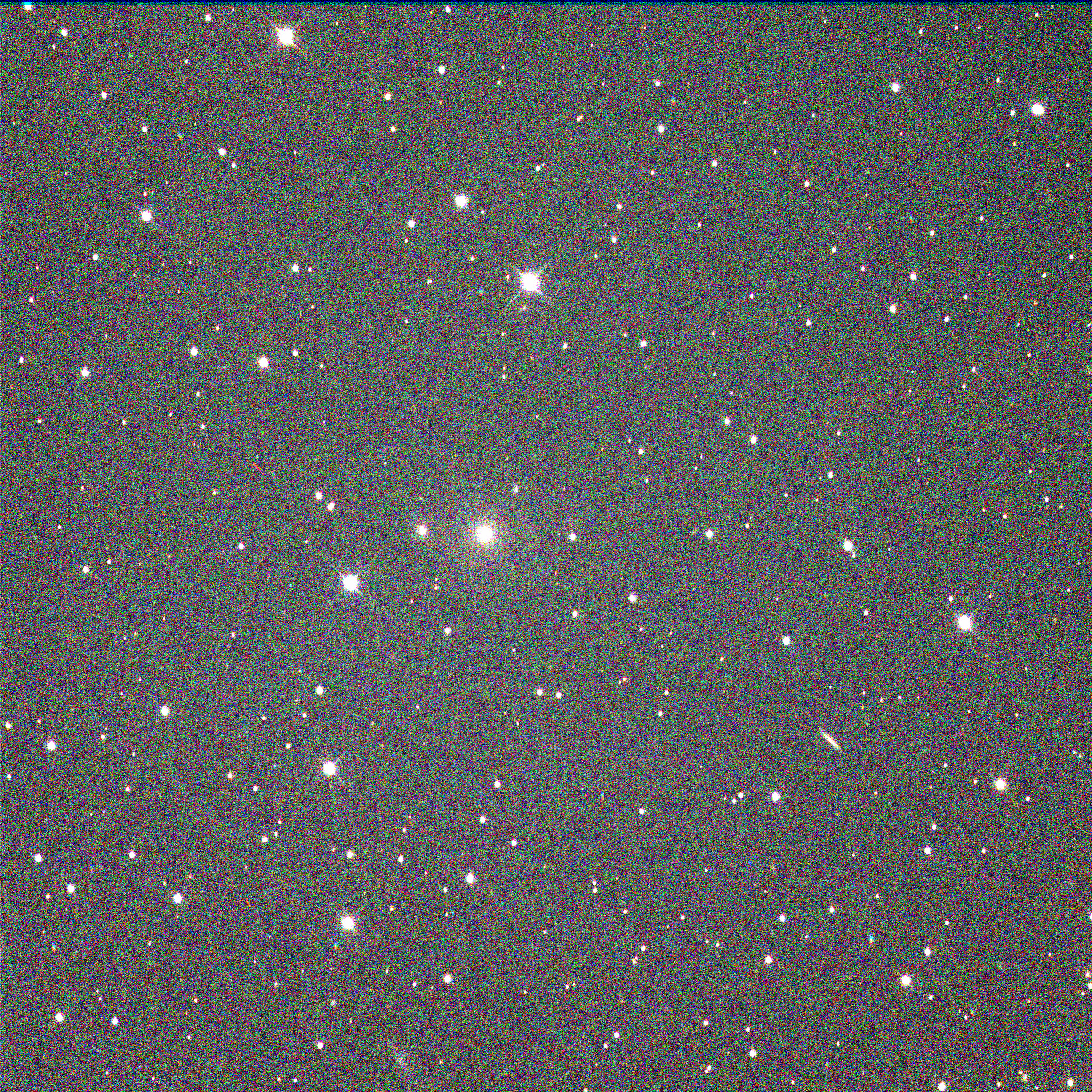
ماركارين 348
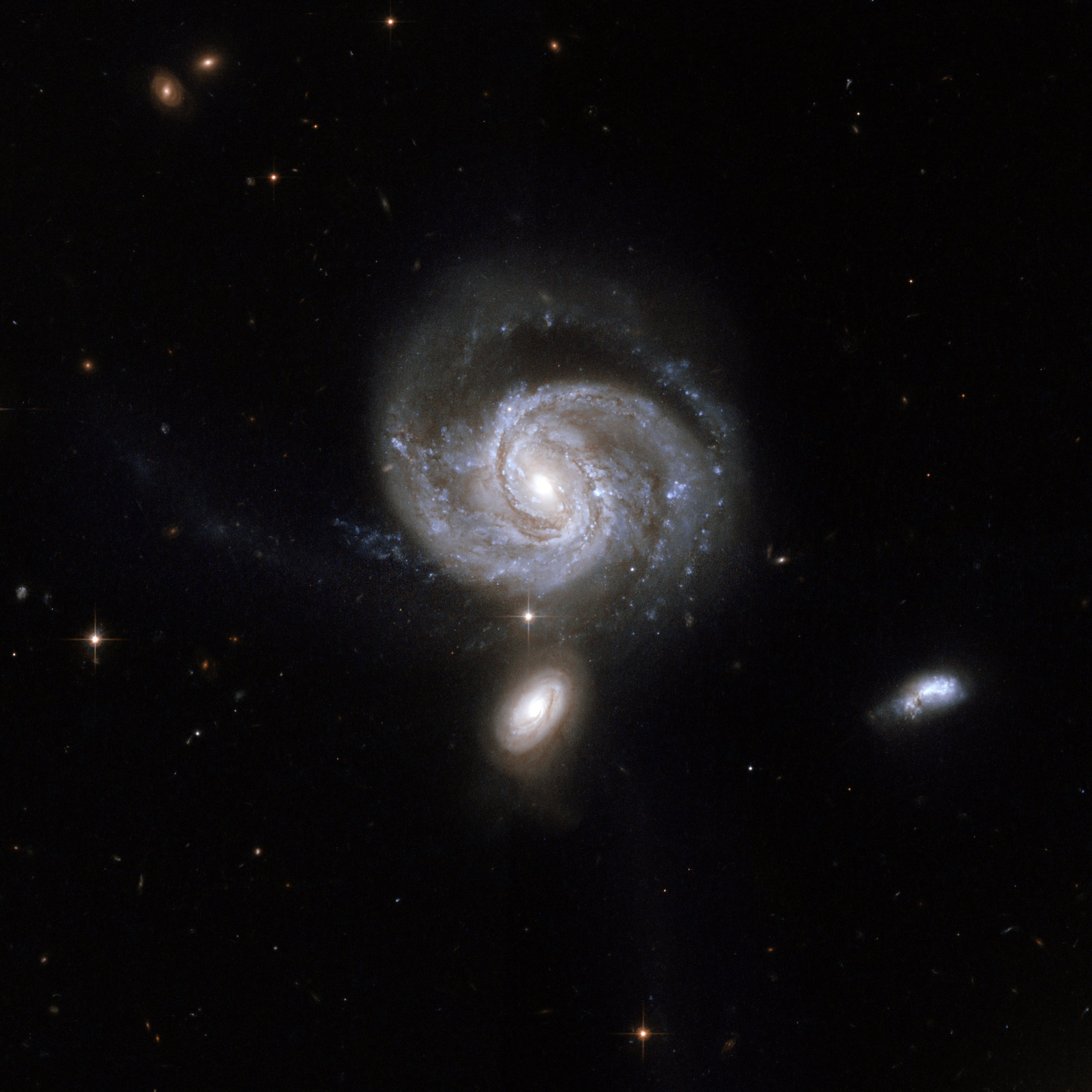
533
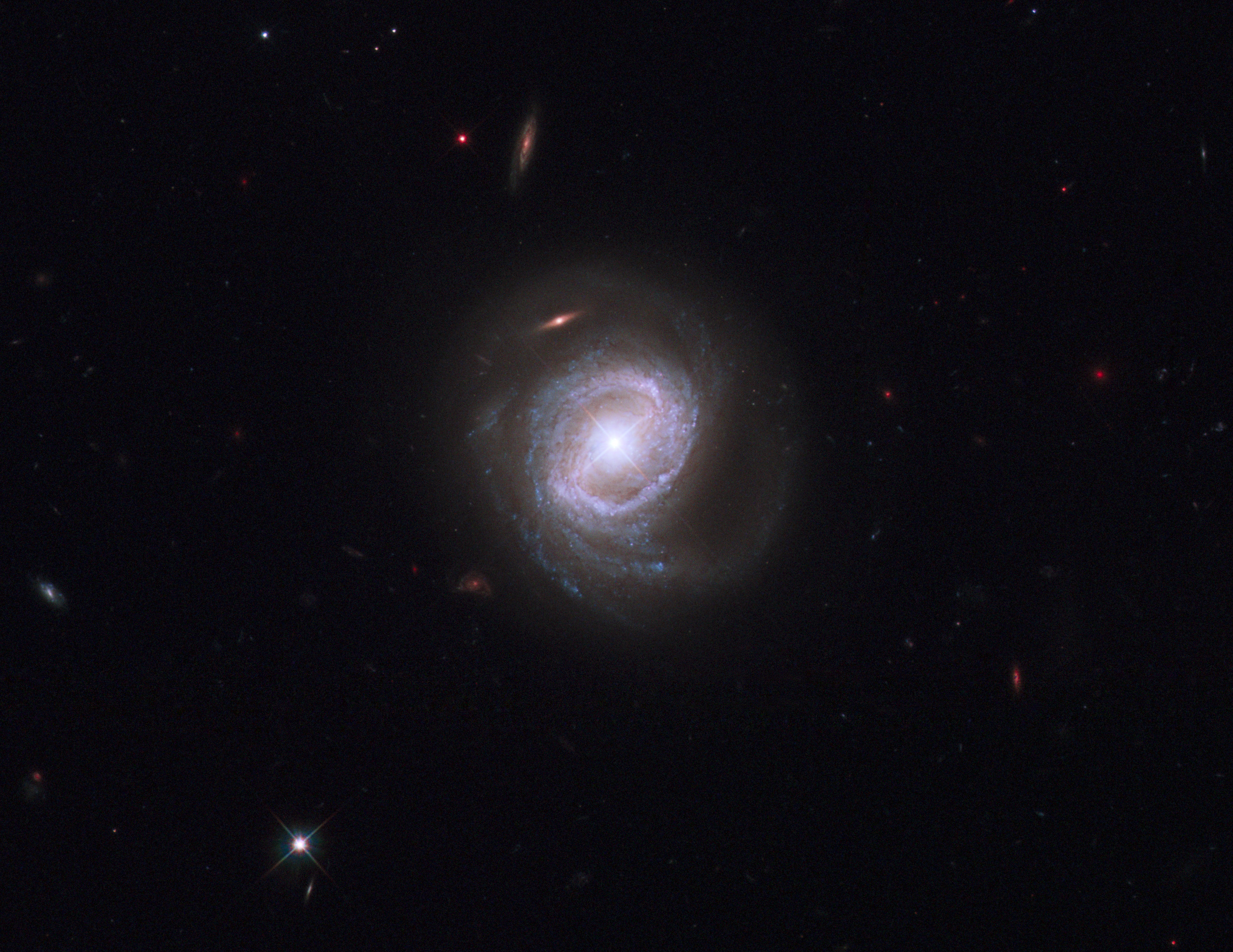
817
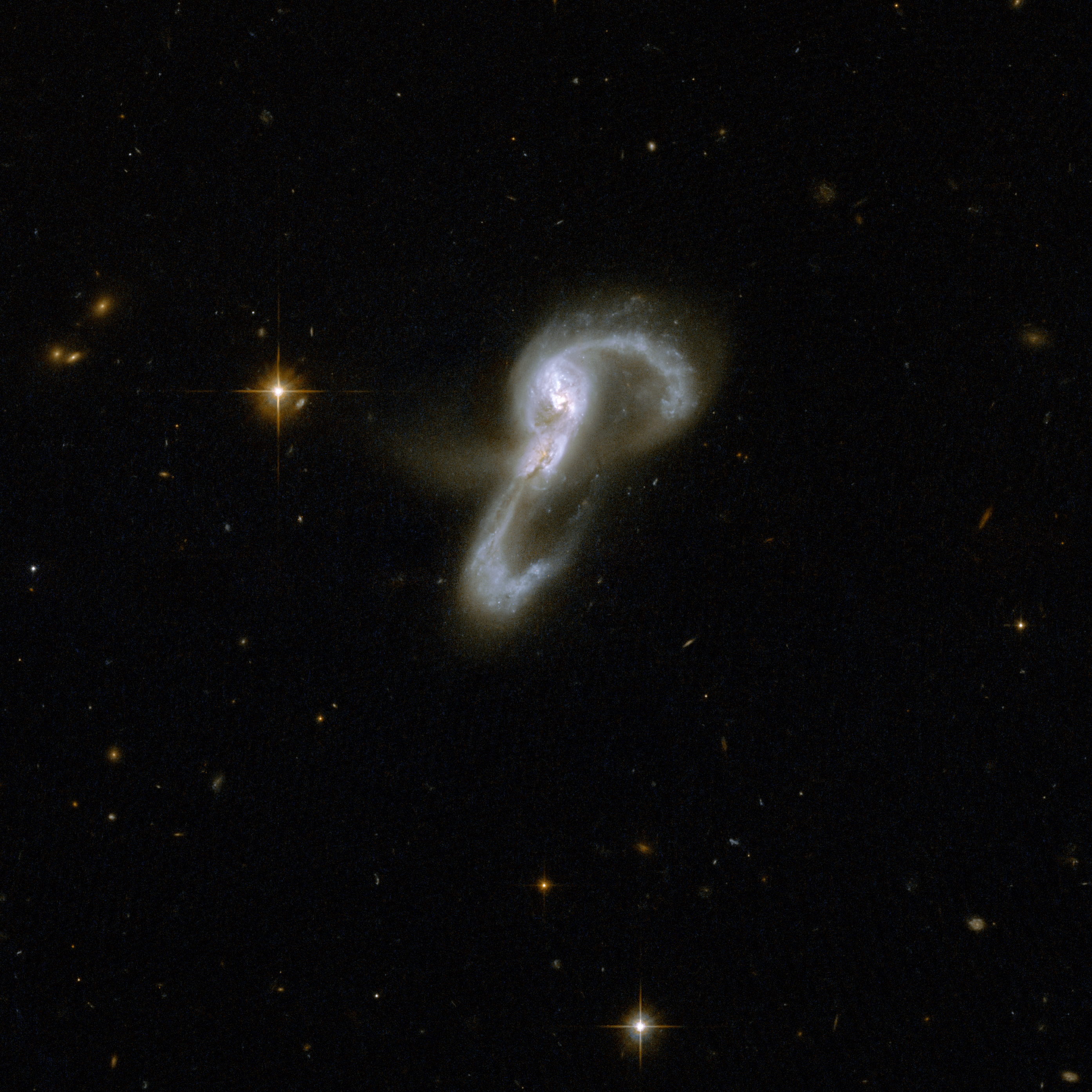
848